# Batllia d'Andorra
La Batllia d'Andorra és un òrgan judicial d'Andorra, conegut al principat com la Batllia. Està situada a la Seu de la Justícia, al carrer Baixada del Molí 2-4 d'Andorra la Vella. Aquest òrgan existeix la jurisdicció de primera instància unificada en tots els àmbits i equivaldria a un jutjat. Està composta per un mínim de vuit batlles (és a dir jutges) i el president de la Batllia, que també actua de president del Tribunal de Batlles.
La Batllia s'estructura en quatre seccions: civil, penal, administrativa i d'instrucció. La Batllia és competent per jutjar en primera instància tots els afers llevat dels delictes majors en matèria penal. Els fets es jutgen unipersonalment per un batlle o de forma col·legiada pel Tribunal de Batlles en funció de la seva gravetat.